# Sobotka
Sobotka è una città della Repubblica Ceca facente parte del distretto di Jičín, nella regione di Hradec Králové.

## Monumenti e luoghi d'interesse

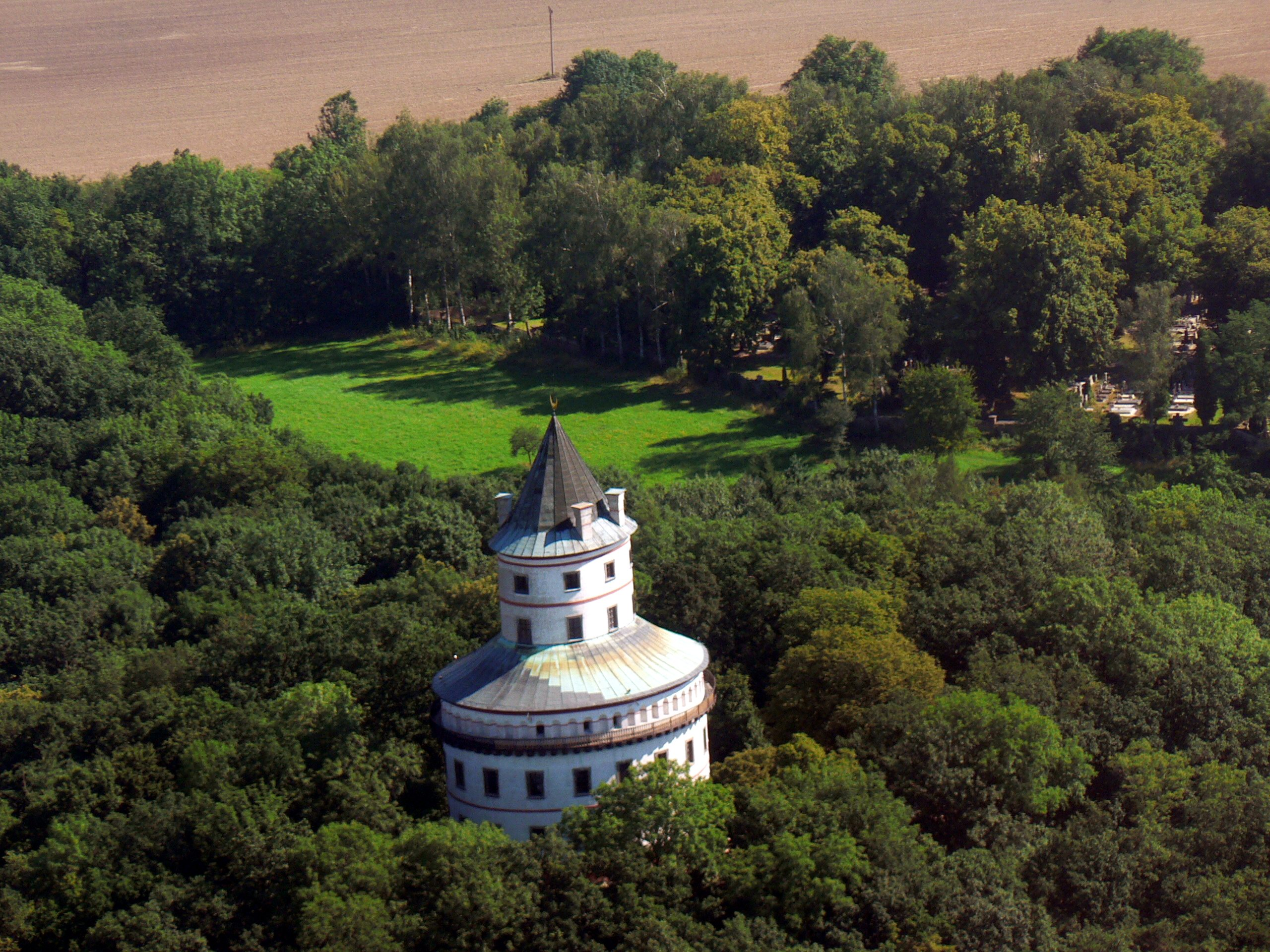
Castel Humprecht

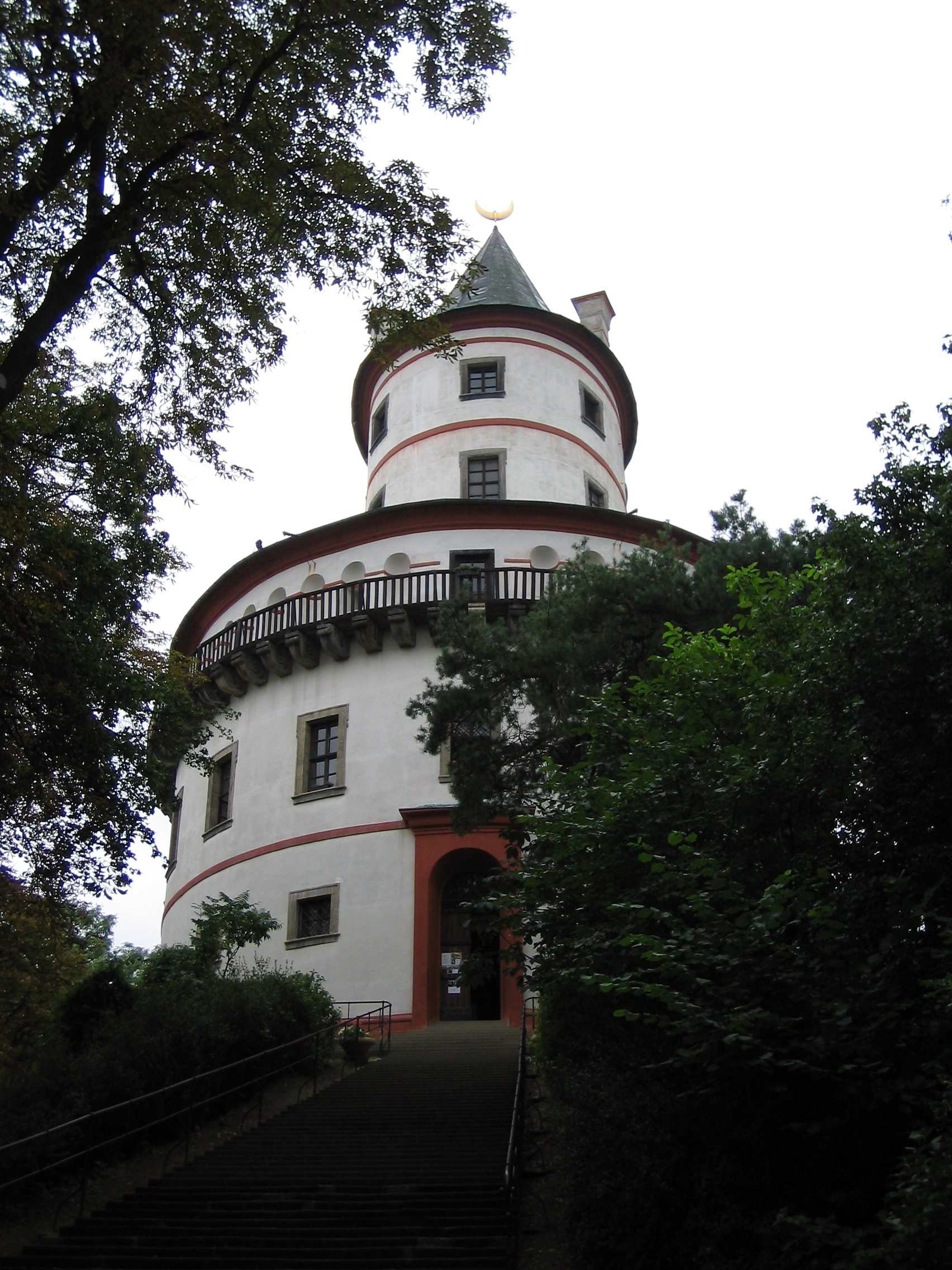
Ingresso al castello

- Castel Humprecht. Si tratta di una residenza di caccia, costruita negli anni 1667-1672 su progetto di Carlo Lurago per il nobile Humprecht Černín di Chudenice. All'interno, una notevole esposizione dedicata ai proprietari del castello e al suo utilizzo nel XVII e XVIII secolo.  La sala per i banchetti, alta 16 metri, si caratterizza per la sua particolare acustica. Il castello, così come il suo parco, è aperto alle visite.[3]